# Leokadiusz
Leokadiusz – imię męskie pochodzenia greckiego, utworzone z wyrazów pospolitych laós (léos), oznaczającego lud oraz kedos (kados), oznaczającego troskę. Imię to oznacza zatem troszczący się o lud.
Żeński odpowiednik: Leokadia